# Стам, Март

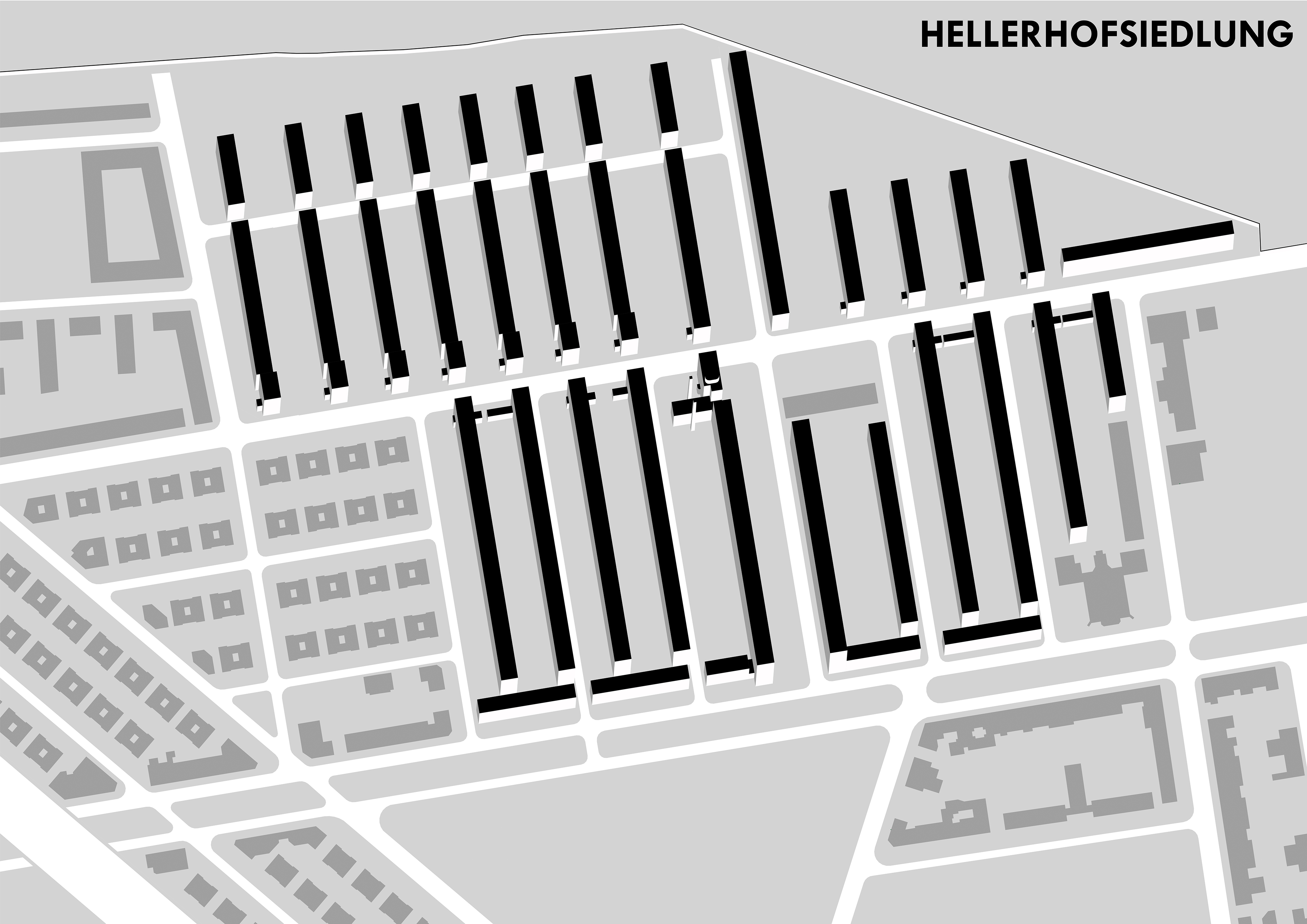
Планировка Хеллерхоф, 1931

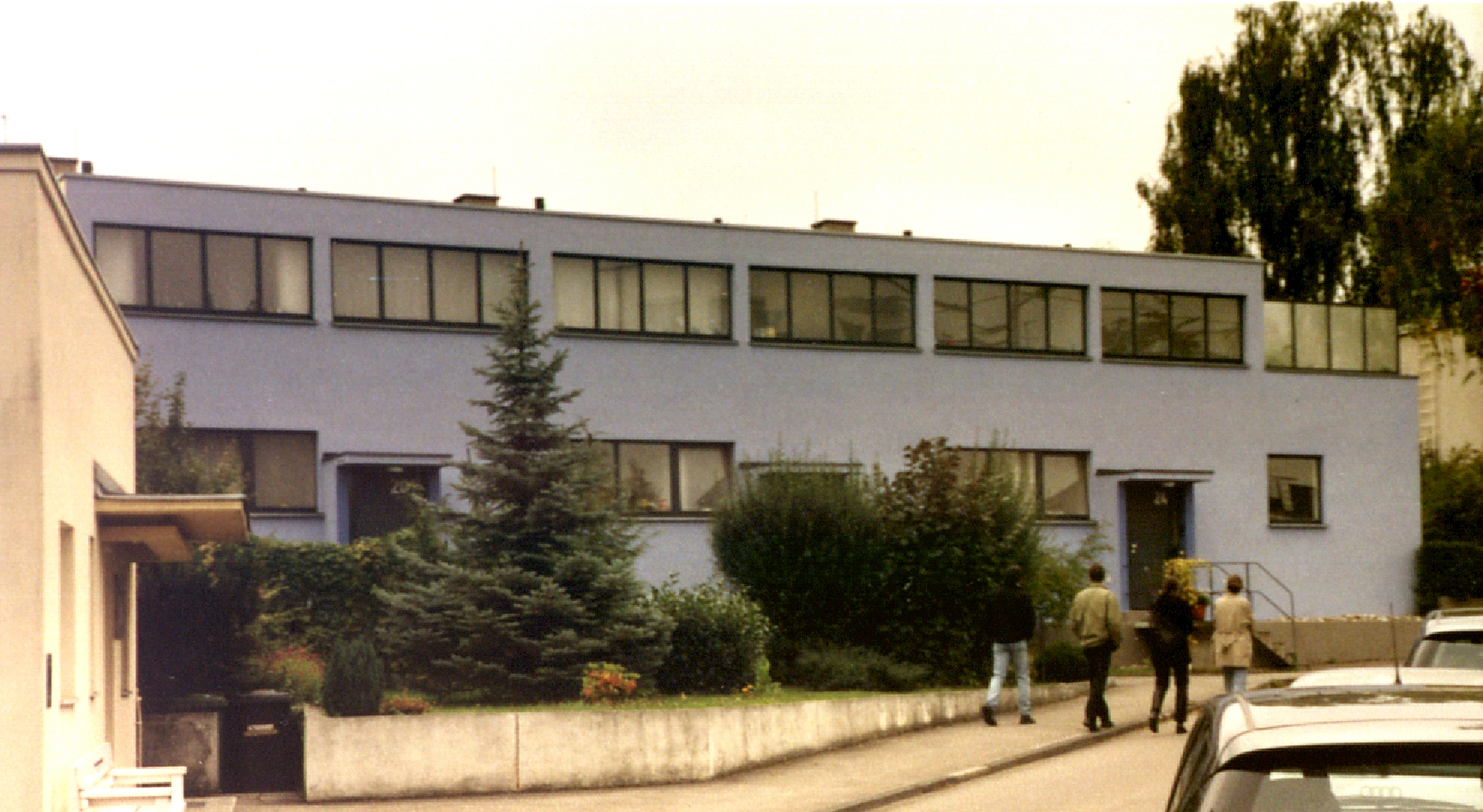
Дом для выставочного поселка Вайсенхоф, 1927

Дом, спроектированный в 1928 году Мартом Стамом в пражском районе Баба

Март Стам работал в команде Эрнста Мая на проектировании и строительстве городского округа в Магнитогорске. Этот жилой район на фото был снесен.

Март Стам (нидерл. Martinus Adrianus Stam, 5 августа 1899, Пюрмеренд, Нидерланды — 21 февраля, 1986, Гольдах, Швейцария) — голландский архитектор, градостроитель, дизайнер мебели, преподаватель Баухауза. Стам был редактором авангардного журнала «ABC Beitrage zum Bauen» и являлся одним из участников-учредителей первого конгресса CIAM.

## Биография
Родился в 1899 году в Пюрмеренде, Нидерланды. С 1917 по 1919 г. обучался в Национальной школе рисования в Амстердаме. В 1919 г. за отказ от военной службы полгода провёл в тюрьме, откуда вышел убеждённым коммунистом. В 1922 году переехал в Берлин.
В 1927 году спроектировал дом для выставочного поселка Вайсенхоф. В конце 1920-х годов участвовал в проектировании района «Новый Франкфурт».
В свете усиления влияния нацизма и для построения нового общества Март Стам стал одним из архитекторов, которые вместе с Маргарете Шютте-Лихоцки поехали за Эрнстом Маем в Советский Союз в 1930 году. Они надеялись продолжать идеи городской планировки «Нового строительства», подготовленной во время работы над планами Нового Франкфурта.
В 1931—1934 г. работал в СССР. В 1931—1932 гг. руководил проектными работами в Магнитогорске. В 1931 г. руководил работой по разработке нового генерального плана Орска.
В 1933 году, когда в СССР преобладающим стилем стал сталинский ампир, бригада Мая распалась. Возвращаться в Германию было невозможно и в 1934 году Стам вернулся в Голландию. Здесь в 1936 году построил многоквартирный дом с гаражами для автомобилей на первом этаже Drive-in-Flats (автомобиль в квартире). С 1939 по 1948 г. работал директором Института художественно-промышленного образования (IVKNO) в Амстердаме.
В поисках своего второго шанса построения идеального мира в 1948 году с женой Ольгой Хеллер переехал в Советскую оккупационную зону Германии. В 1948—1950 гг. был ректором Академии изобразительных и прикладных искусств в Дрездене, затем в 1950—1952 гг. — ректором Высшей школы изобразительных и прикладных искусств и формообразования в Восточном Берлине, где ему во многом удалось воплотить в учебном процессе идеи и методики Баухаус. С началом активного построения социализма в ГДР и повсеместным внедрением (по советскому образцу) в архитектуре кондитерского стиля, его эстетические принципы модернизма здесь стали неуместны, он был обвинён в «буржуазном формализме», в конце 1952 года вынужден был уволиться из Высшей школы искусств и в первые дни 1953 года вернулся в Амстердам.
В 1955 году открыл в Амстердаме собственное архитектурное бюро. Будучи радикальным модернистом, Стам был убежден, что архитектура должна способствовать становлению общества равенства и братства. Однако после всех переездов он только вновь и вновь разочаровывался в экономике и политике разных стран: сначала в довоенном Франкфурте, потом в СССР, в Восточной Германии и в Нидерландах.
В 1966 году по состоянию здоровья он оставил все публичные должности и переехал в Швейцарию со своей женой Ольгой. В 1986 году, когда архитектор умер, Ольга передала оставшиеся работы Немецкому музею архитектуры во Франкфурте, что повысило его известность. Возобновление интереса к творчеству архитектора привело к созданию документального фильма на голландском телевидении, а также к появлению спецкурса для мюнстерской архитектурной школы. Возобновилось производство изделий с его дизайном, продажей которых занялся музей. Была проведена реставрация жилых домов в Хеллерхофе и Дома престарелых фонда Генри и Эммы Будж.

## Архитектура и градостроительство
- Теософская церковь, Амстердам, (1926), совместно с L.C. Van Der Vleicht и J.A.Weissenhoe
- Поселение Хеллерхоф, Новый Франкфурт (1926)
- Жилой дом в Вайсенхоф, Штутгарт (1927)
- Дом престарелых фонда Генри и Эммы Будж, Новый Франкфурт (1929/30)
- Квартал № 8, Орск (1933)[5]
- Drive-in-Flats, Амстердам, (1936)

## Промышленный дизайн
Спроектировал самую первую модель консольного стула без задних ножек «Kragstuhl» из стальных труб. Она была впервые представлена в виде эскиза 22 ноября 1926 года во время совещания по подготовки выставки в Вайсенхофе, а затем выставлена в 1927 году. На совещании присутствовал Мис ван дер Роэ, которого вдохновила эта идея и он разработал свои оригинальные варианты. Независимо к этой же идее пришёл Марсель Брейер, который ещё раньше экспериментировал с мебелью из стальных труб. Его спор со Стамом об авторских правах дошёл до судебного разбирательства, которое подтвердило приоритет Марта Стама. Известность получил настенный светильник «Wandlampe», спроектированный в 1929 году для Дома престарелых фонда Генри и Эммы Будж.

## Семья
- Жена: Лотте Стам-Беезе[нидерл.] — выпускница Баухауса, архитектор. Известна своей работой по планировке районов Pendrecht и Ommoord в Роттердаме.
- Жена: Ольга Хеллер (Olga Heller).[11]